# آراکاتو
آراکاتو (به پرتغالی: Aracatu) یک منطقهٔ مسکونی در برزیل است که در باهیا واقع شده‌است. آراکاتو ۱۳٬۰۴۵ نفر جمعیت دارد.